# Mamestra extincta
Mamestra extincta là một loài bướm đêm trong họ Noctuidae.